# Fryderyk II (książę Saksonii-Gothy-Altenburga)
Fryderyk II (ur. 28 lipca 1676 w Gocie, zm. 23 marca 1732 w Altenburgu) – książę Saksonii-Gothy-Altenburga. Jego władztwo było częścią Świętego Cesarstwa Rzymskiego. Pochodził z rodu Wettynów.
Był synem księcia Saksonii-Gotha-Altenburg Fryderyka I i jego żony, księżnej Magdaleny Sybilli. Na tron wstąpił po śmierci ojca 2 sierpnia 1691. Do 1693 regencję w jego imieniu sprawowali książęta Saksonii-Meiningen Bernard I i Saksonii-Römhild Henryk.
Od 1724 do śmierci książę Fryderyk II sprawował regencję w imieniu książąt Saksonii-Meiningen Ernesta Ludwika II i Karola Fryderyka. 
7 czerwca 1696 w Gocie poślubił swoją siostrę cioteczną - księżniczkę Anhalt-Zerbst Magdalenę Augustę. Para miała dziewiętnaścioro dzieci:
- księżniczkę Zofię (1697–1703)
- Fryderyka III (1699–1772), kolejnego księcia Saksonii-Gotha-Altenburg
- syna (1700–1700)
- księcia Wilhelma (1701–1771)
- księcia Karola Fryderyka (1702–1703)
- córkę (1703-1703)
- księcia Jana Augusta (1704–1767)
- księcia Chrystiana (1705–1705)
- księcia Chrystiana Wilhelma (1706–1748)
- księcia Ludwika Ernesta (1707–1763)
- księcia Emanuela (1709–1710),
- księcia Maurycego (1711–1777),
- księżniczkę Zofię (1712–1712)
- księcia Karola (1714–1715)
- księżniczkę Fryderykę (1715-1775)
- syna (1716–1716)
- księżniczkę Magdalenę Sybillę (1718-1718)
- księżniczkę Augustę (1719–1772), matkę króla Zjednoczonego Królestwa Wielkiej Brytanii i Irlandii Jerzego III
- księcia Jana Adolfa (1721–1799)